# Gouvernorat du Liban-Nord
Le gouvernorat du Liban-Nord est une subdivision administrative située au nord du Liban. Sa population est de 807 204 habitants (44 % chrétiens) pour une superficie de Nabatieh 2 024,8 km2. Sa capitale est la ville Tripoli.

## Districts
Le gouvernorat est divisé en six districts :
- District de Tripoli
- District de Zghorta
- District de Bcharré
- District de Batroun
- District du Koura
- District de Minieh-Denieh

En juillet 2003, le parlement du Liban a passé une loi pour détacher le district de l'Akkar du gouvernorat du Liban-Nord pour former à lui seul le gouvernorat de l'Akkar. Cette loi a été mise en œuvre en 2014 avec la nomination de son premier gouverneur, Imad Labaki.

## Religion au gouvernorat
Les sunnites constituent la grande majorité à Tripoli et le caza de Minyeh-Danniyeh. Les Alaouites ne sont présents que dans une petite partie dans la ville de Tripoli, tandis que les chrétiens constituent l'écrasante majorité (91 %) à Zgharta, les districts de Batroun, Bsharri et Koura.